# Rupie indiană
Rupie indiană (semn monetar: ₹; cod: INR) este unitatea monetară oficială a Indiei. Simbolul rupiei indiene este „₹” derivă din consoană „र” (ra) din scrierea indiană devanagari și din majuscula latină „R” (neavând linia verticală). Liniile paralele din vârful simbolului (cu un spațiu între ele) fac aluzie la tricolorul indian . Prima serie de monede cu noul simbol au fost puse în circulație din 8 iulie 2011.